# SK Germania Herringen
Der SK Germania Herringen ist ein Verein mit Schwerpunkt Rollhockey, der im  Stadtteil Herringen von Hamm in Westfalen beheimatet ist. Er war 1967 Gründungsmitglied der deutschen Rollhockey-Bundesliga. In den Jahren 2013, 2014, 2018 und 2019 wurde der Verein deutscher Meister im Rollhockey und qualifizierte sich damit für die CERH European League. Der SK Germania Herringen trägt seine Heimspiele in der Glückauf-Halle in Herringen aus.

## Geschichte
Die Gründung erfolgte 1914 als Sportklub für Rad- und Wandersport. 1947 wurde der Verein neu gegründet. 1959 stieg die Rollhockeymannschaft in die Oberliga und 1969 in die Rollhockey-Bundesliga auf.
2013 gewann der SK Germania Herringen im Playoff der deutschen Meisterschaft im Rollhockey zwei von drei Spielen gegen den ERG Iserlohn und wurde Deutscher Meister im Rollhockey.
2014 konnte die SK Germania Herringen ihren Titel gegen den RSC Cronenberg aus Wuppertal verteidigen.
2016 wurde die Mannschaft deutscher Vize-Meister im Rollhockey, nachdem sie beide Play-off-Endspiele gegen den ERG Iserlohn mit 1:2 verloren hatte. Auch das Pokalfinale verlor sie gegen den  IGR Remscheid.
2017 scheiterte die Mannschaft im Halbfinale der Playoffs der Deutschen Rollhockey-Meisterschaft am IGR Remscheid.
2018 stand SK Germania Herringen wieder im Finale der Deutschen Meisterschaft gegen den TuS Düsseldorf-Nord und wurde zum dritten Mal deutscher Meister im Rollhockey. Außerdem wurde SK Germania Herringen Pokalsieger und gewann so das Double.
2019 konnte der Deutsche Meistertitel im Rollhockey gegen den IGR Remscheid verteidigt werden.
2013, 2014, 2018 und 2019 nahm der SK Germania Herringen an der CERH European League teil.